# Láb
Láb je obec na Slovensku v okrese Malacky. Žije zde přibližně 2 000 obyvatel. První písemná zmínka o obci pochází z roku 1206. Dne 2. září 2014 se zde zřítila kostelní věž na místním kostele.
V obci se nachází římskokatolický kostel Všech svatých z roku 1665 a kaple svatého Vendelína z roku 1755.

## Osobnosti
- Mária Kišonová-Hubová (1915–2004), slovenská operní pěvkyně